# Gmina Raba Wyżna
Die Gmina Raba Wyżna ist eine Landgemeinde im Powiat Nowotarski der Woiwodschaft Kleinpolen in Polen. Ihr Sitz ist das gleichnamige Dorf.
Die Gemeindeverwaltung publiziert die Zeitschrift Wieśći Rabiańskie.

## Politik
Die Gemeinden im südlichen Kleinpolen gelten traditionell als konservative Hochburgen. So erhielt die Partei Prawo i Sprawiedliwość (PiS) bei der Parlamentswahl in Polen 2011 einen Stimmenanteil von 64,1 % im Gemeindegebiet, bei einem Gesamtergebnis von 29,9 % im Landesdurchschnitt.

## Gliederung
Zur Landgemeinde (gmina wiejska) Raba Wyżna gehören folgende acht Dörfer mit einem Schulzenamt:
Bielanka
Bukowina-Osiedle
Harkabuz
Podsarnie
Raba Wyżna
Rokiciny Podhalańskie
Sieniawa
Skawa

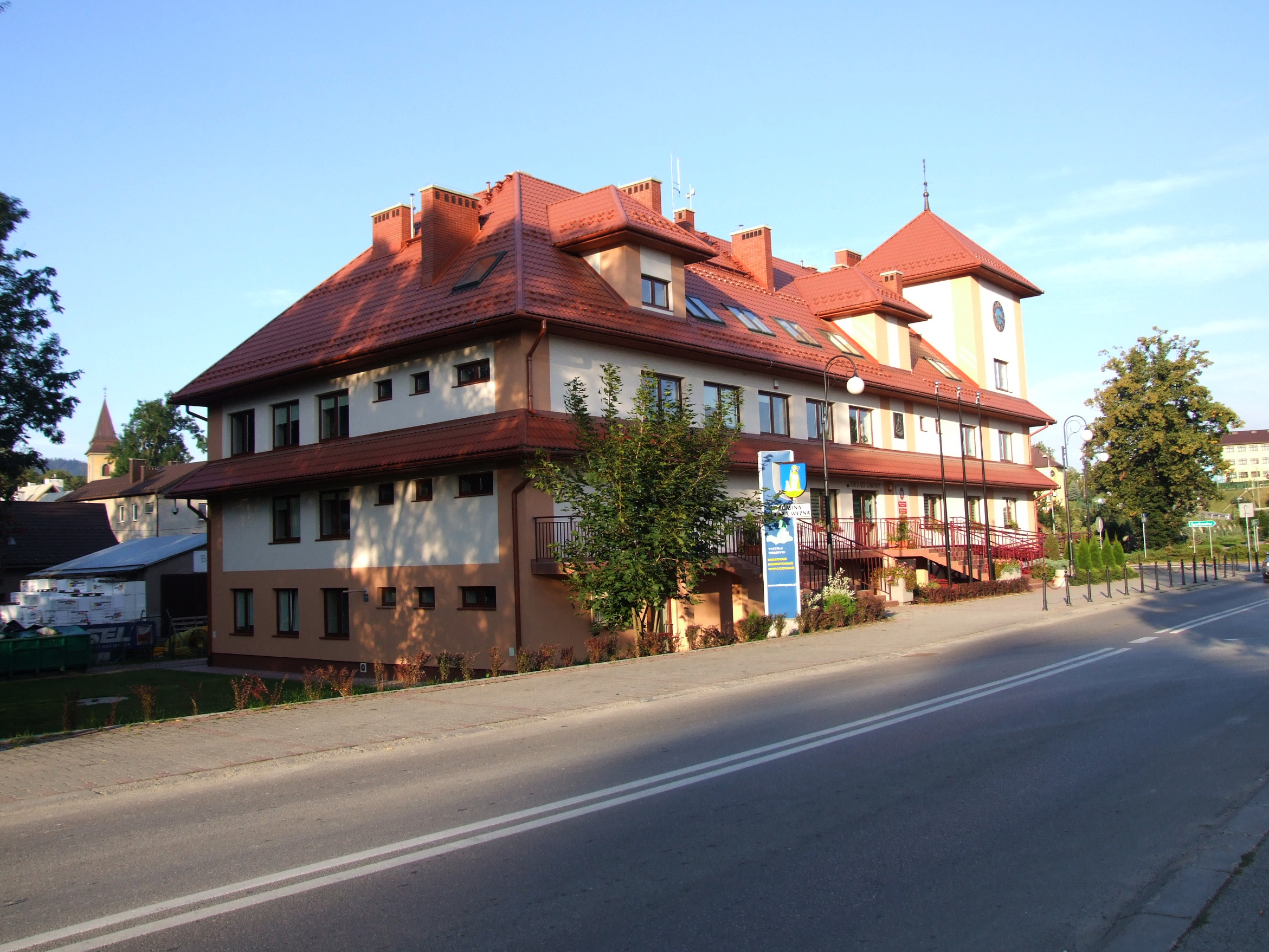
Gemeindeverwaltung in Raba Wyżna